# Cymbidium mastersii
Cymbidium mastersii là một loài phong lan.

## Hình ảnh

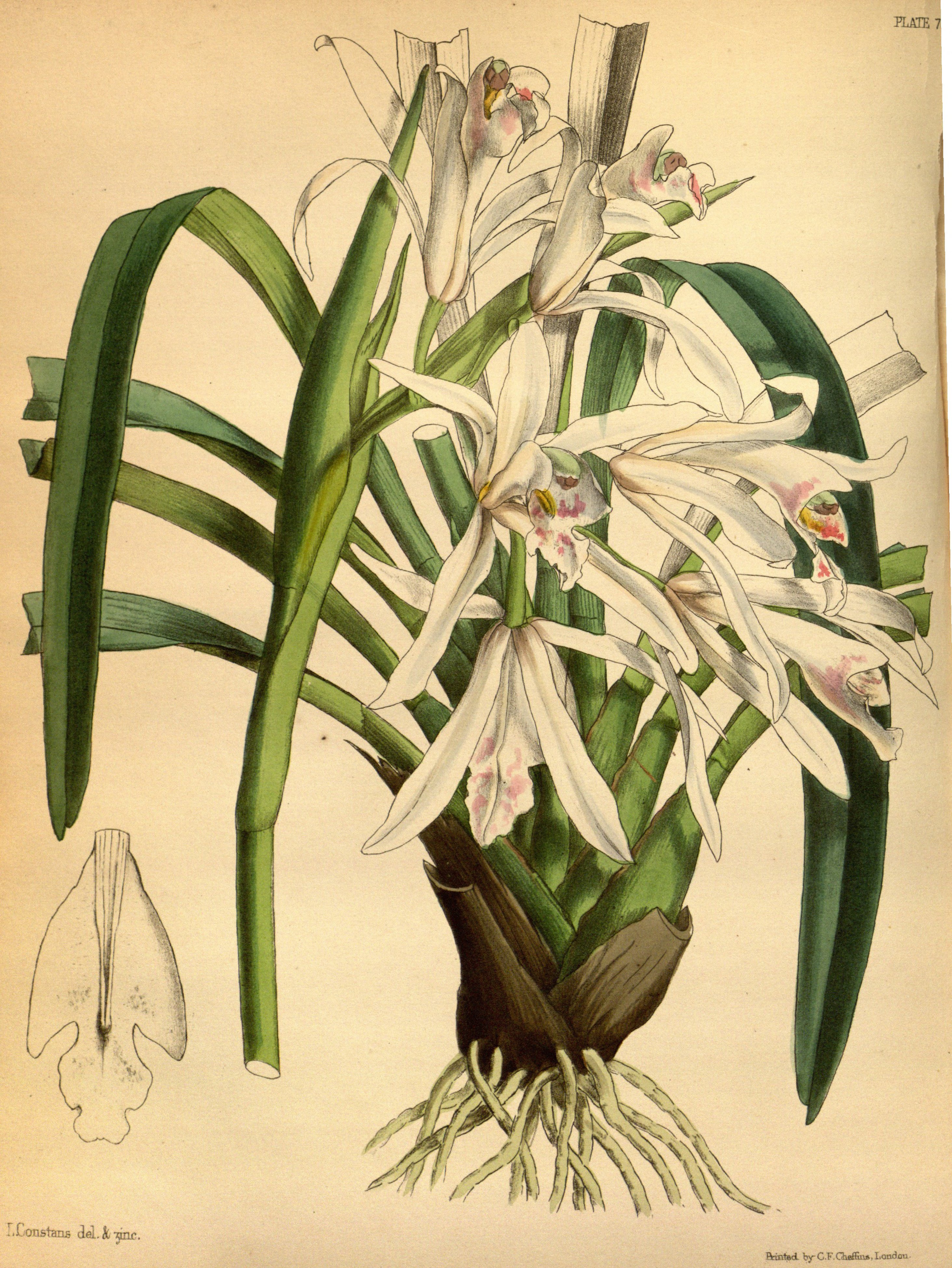
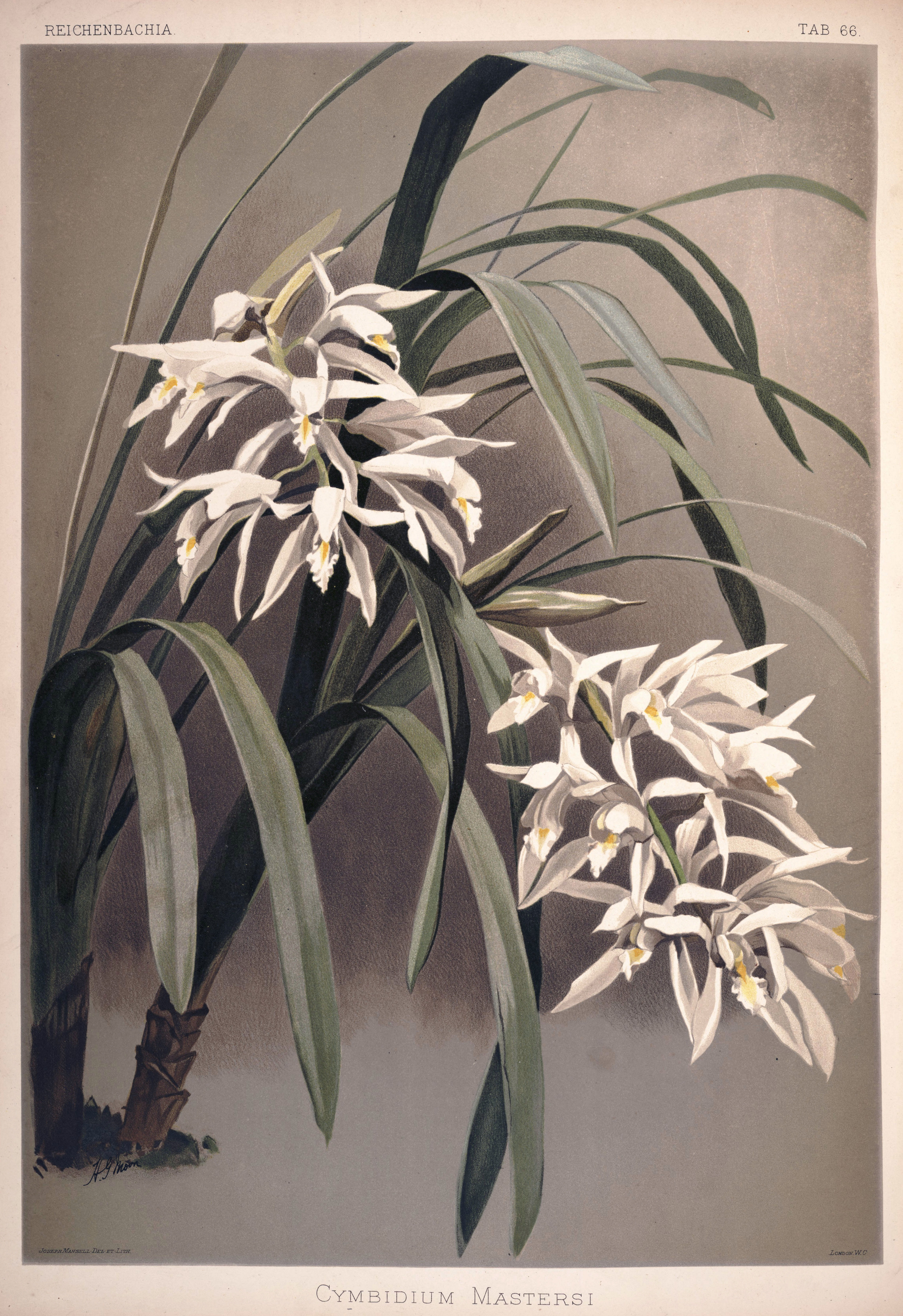